# Morane-Saulnier T
El Morane-Saulnier T (o Morane-Saulnier MoS.25 A.3) fue un biplano de reconocimiento francés de 1916, producido en pequeñas cantidades durante la Primera Guerra Mundial.

## Diseño y desarrollo

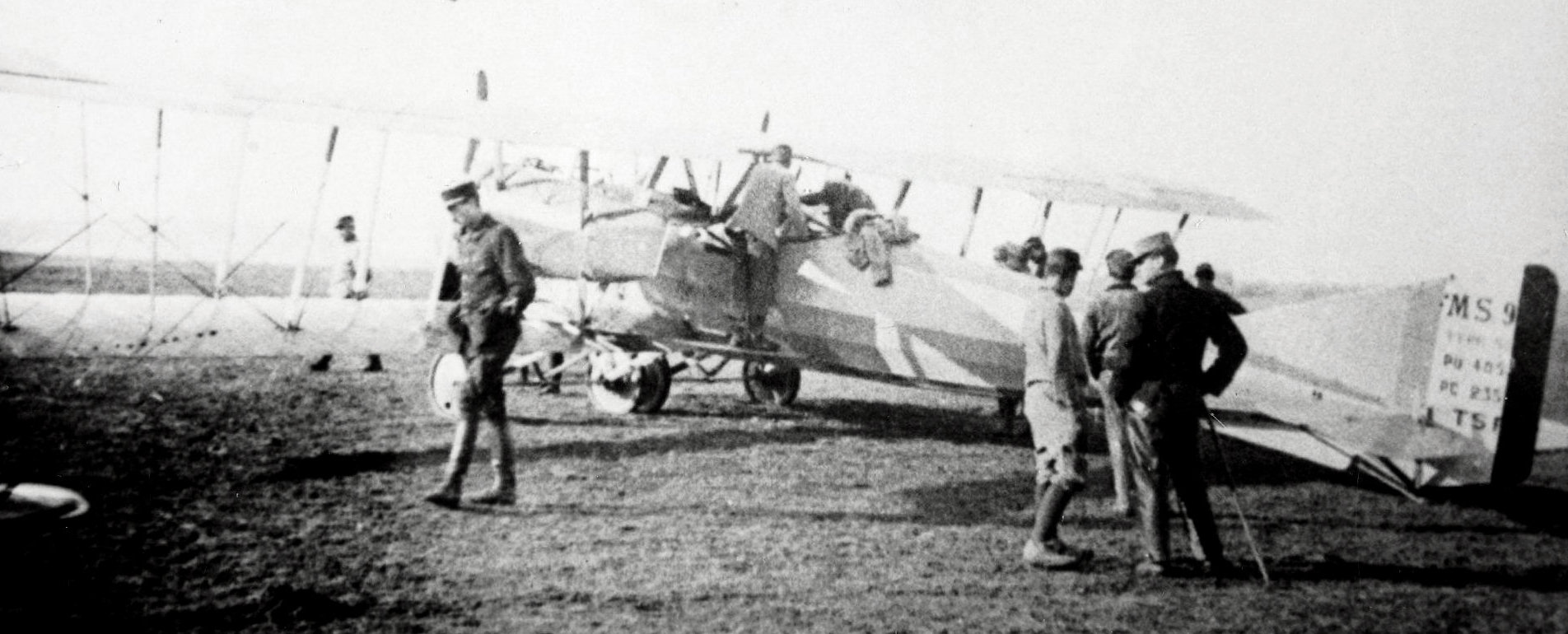
Morane-Saulnier T.

El Morane-Saulnier T fue un gran biplano de cinco vanos de configuración convencional, con alas sin decalaje de misma envergadura. El fuselaje trapezoidal trasero y el gran estabilizador vertical triangular eran reminiscencias de los usados en diseños más pequeños de Morane-Saulnier, pero serían una causa constante de problemas en los modelos que entraron en servicio operativo, a pesar de los intentos por solucionar los mismos. Los motores tractores estaban montados en góndolas aerodinámicas sostenidas por soportes suspendidos entre las alas, y a las hélices en este modelo fueron se les instalaron a veces grandes conos. El tren de aterrizaje consistía en dos unidades principales, poseyendo cada una de las mismas dos ruedas unidas por un largo eje, más un patín de cola y una rueda de morro auxiliar. Disponía de  tres cabinas abiertas en tándem, con un artillero en el morro y otro detrás del ala, mientras que el piloto se ubicaba debajo del ala superior.
Aunque el similar, pero mayor,  Type S fue diseñado como bombardero, el Ejército francés encargó el Type T en 1916 como avión de reconocimiento. Sólo se había construido un ejemplar del precedente bombardero Type S, mientras que se realizó un encargo de 90 aviones Morane-Saulnier T; no obstante, fuentes más antiguas sugieren que la producción pudo haber sido cancelada antes de todos los aparatos fueran completados.

## Variantes
Morane-Saulnier T
Designación de compañía para las versiones propulsadas por Le Rhône 9C de 60 kW (80 hp) y Le Rhône 9Jb de 82 kW (110 hp).
MoS.25 A.3
Designación oficial del STAe del Gobierno francés para el T.

## Operadores
Francia
- Aéronautique Militaire

## Especificaciones (Type T)
Referencia datos: Davilla, 1997, p.239

### Características generales
- Tripulación: Tres (un piloto y dos artilleros)
- Longitud: 10,5 m (34,4 ft)
- Envergadura: 17,7 m (57,9 ft)
- Superficie alar: 100 m² (1076,4 ft²)
- Peso cargado: 3772 kg (8313,5 lb)
- Planta motriz: 2× motor rotatorio de nueve cilindros refrigerado por aire Le Rhône 9Jb (aviones de producción; el prototipo llevó dos Le Rhône 9C de 60 kW (80 hp)).
  - Potencia: 82 kW (113 HP; 112 CV) cada uno.
- Hélices: 1× bipala de madera de paso fijo por motor.

### Rendimiento
- Velocidad máxima operativa (Vno): 136 km/h (85 MPH; 73 kt)

### Armamento
- Ametralladoras: 

  - 2x Lewis en montajes de aro en las cabinas de morro y trasera

## Aeronaves relacionadas

### Secuencias de designación
- Secuencia Alfabética (interna de Morane-Saulnier): ← P - Q - S - T - TRK - U - V →
- Secuencia MoS._ (interna de Morane-Saulnier): ← MoS.22 - MoS.23 - MoS.24 - MoS.25 - MoS.26 - MoS.27 - MoS.28 →